# Roswell Records
Roswell Records — лейбл звукозапису, заснований фронтменом гурту Foo Fighters Дейвом Ґролом.
Засновником лейбла став американський музикант, колишній барабанщик Nirvana Дейв Ґрол. Після смерті лідера Nirvana Курта Кобейна, Ґрол заснував власний проєкт Foo Fighters, і вирішив випускати всі альбоми на власному лейблі, щоб володіти правами на свої твори. Одразу після виходу платівок права на них належали Roswell Records, і лише через декілька років передавалися «батьківській» компанії RCA Records.
Лейбл названо на честь Розвельского інциденту, коли 1947 року американські війскові нібито контактували з прибульцями. Тема НЛО завжди цікавила Ґрола, щобільше, його власний проєкт «Foo Fighters» було названо на честь «фу-винищувачів», які нібито спостерігалися льотчиками під час Другої світової війни.